# King ov Hell
Tom Cato Visnes, conosciuto come King ov Hell od anche TC King (27 novembre 1974), è un bassista norvegese.
È stato membro del gruppo musicale black metal norvegese Gorgoroth, alla quale si è unito nel 1999.
Ha contribuito attivamente alla composizione e alla stesura di tre lavori dei Gorgoroth: Incipit Satan (2000), Twilight of the Idols - In Conspiracy with Satan (2003) e Ad Majorem Sathanas Gloriam (2006), oltre ad essere presente nel DVD Black Mass Kraków 2004 (2008).
Come TC King ha fatto parte nel 2006 del supergruppo "I" insieme ad Abbath degli Immortal, Ice Dale degli Enslaved e l'ex batterista degli Immortal, Armagedda con cui ha registrato l'album Between Two Worlds.
Ha inoltre partecipato nel 2006 anche ai side project Jotunspor e Sahg, dove suona tuttora.. Suona anche negli Ov Hell, gruppo fondato da lui e Shagrath dei Dimmu Borgir, dopo l'abbandono di Gaahl.
Nel 2012 è ritornato ad essere il bassista dei God Seed, il gruppo capitanato da lui e da Gaahl, nato dalle ceneri dei Gorgoroth e precedentemente interrotto per il ritiro di quest'ultimo dalle scene musicali. Il 30 ottobre 2012 è uscito I Begin, primo album del leggendario combo.
Tra i nuovi progetti del musicista vi è il "super gruppo" Temple of the Black Moon, i cui membri sono, oltre King al basso, Dani Filth dei Cradle of Filth al microfono, Rob Caggiano degli Anthrax e Ice Dale degli Enslaved alle chitarre e John Tempesta dei White Zombie alla batteria. Il primo album del gruppo dovrebbe uscire per fine 2013/ inizio 2014 e al momento non si sa ancora il titolo.
È stato anche, contemporaneamente alla sua carriera di musicista, insegnante a tempo pieno in una scuola elementare a Bergen.

## Rapporti con la scena Black Metal
Pare che King non sia mai stato visto di buon occhio dalla restante scena musicale. Appena entrato nei Gorgoroth nel 1999 si vociferò che il chitarrista Tormentor, seconda chitarra dell'epoca, aveva lasciato la band perché non aveva voglia di collaborare con King. In seguito il precedente cantante dei Gorgoroth, Pest, annunciò di non essersi pentito di aver lasciato la band prima dell'arrivo di King. Anche Fenriz dei Darkthrone non ha espresso un parere favorevole sul bassista, definendolo "Poser" e come "uno che vuole distruggere il vero Metal". In riferimento al fatto che King avesse cercato di cacciare Infernus dai Gorgoroth, quando nel 2010 uscì l'album dei Darkthrone intitolato Circle the Wagons, Fenriz lo definì "Anti King ov Hell 001", per sottolineare il suo disprezzo verso il musicista.

## Discografia

### Gorgoroth
- 2000 - Incipit Satan
- 2003 - Twilight of the Idols - In Conspiracy with Satan
- 2006 - Ad Majorem Sathanas Gloriam
- 2008 - Black Mass Krakow 2004

### I
- 2006 - Between Two Worlds

### Jotunspor
- 2006 - Gleipnirs smeder

### Audrey Horne
- 2005 - Confessions and Alcoohl (demo)
- 2006 - No Hay Banda

### Sahg
- 2006 - Sahg 1
- 2008 - Sahg 2
- 2010 - Sahg 3

### Ov Hell
- 2010 - The Underworld Regime

### God Seed
- 2012 - I Begin